# 伊泰圖巴

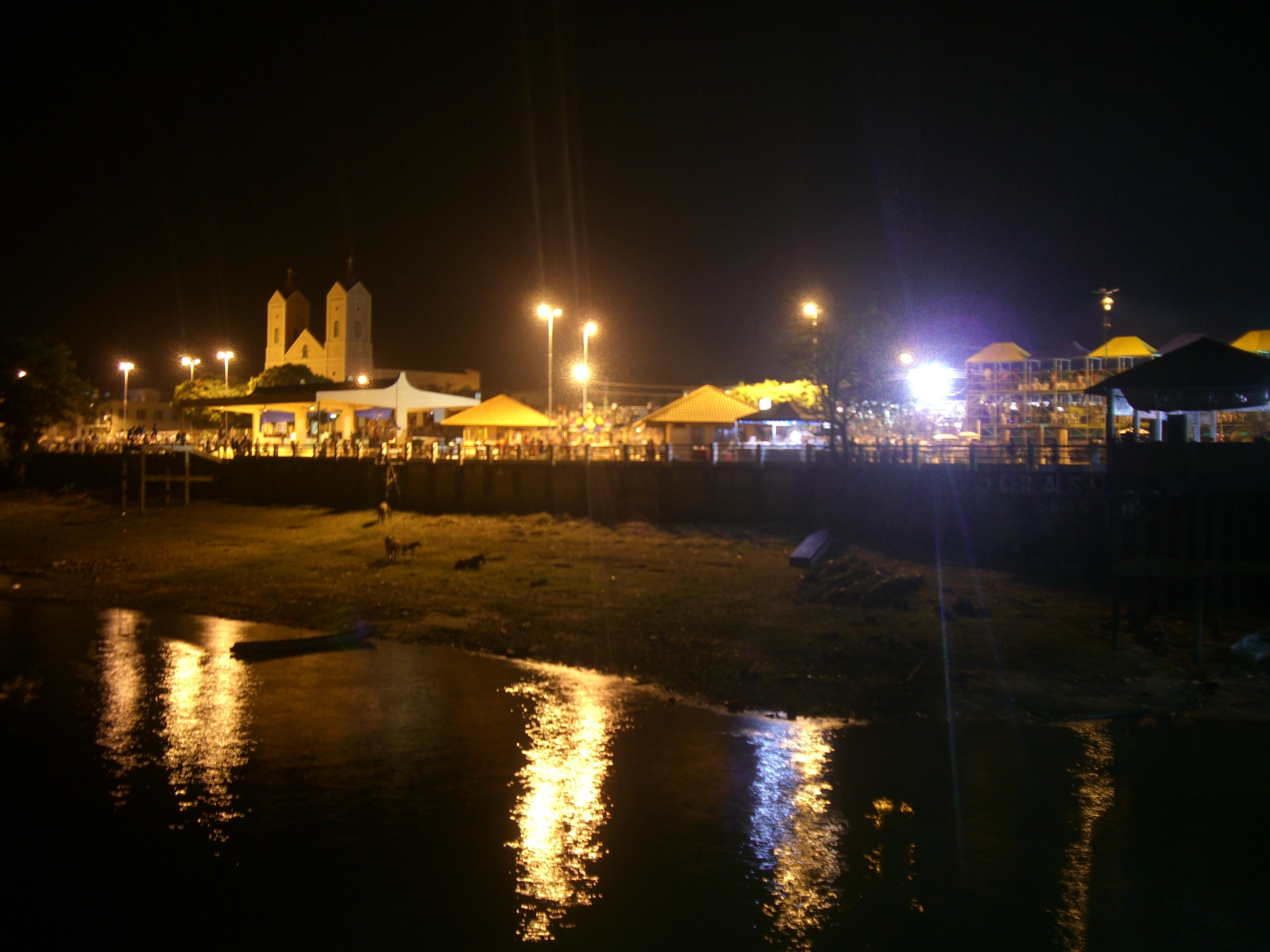

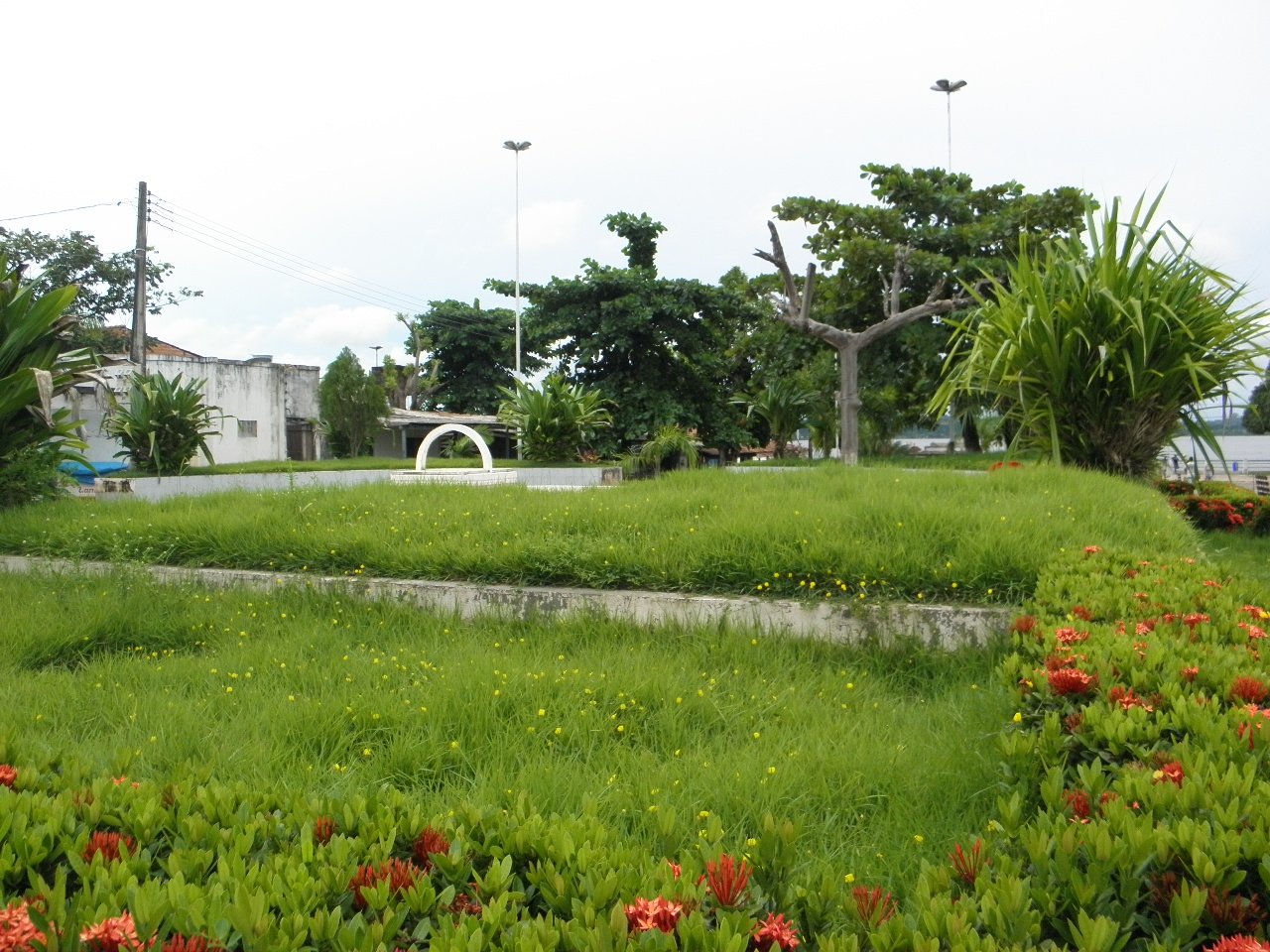

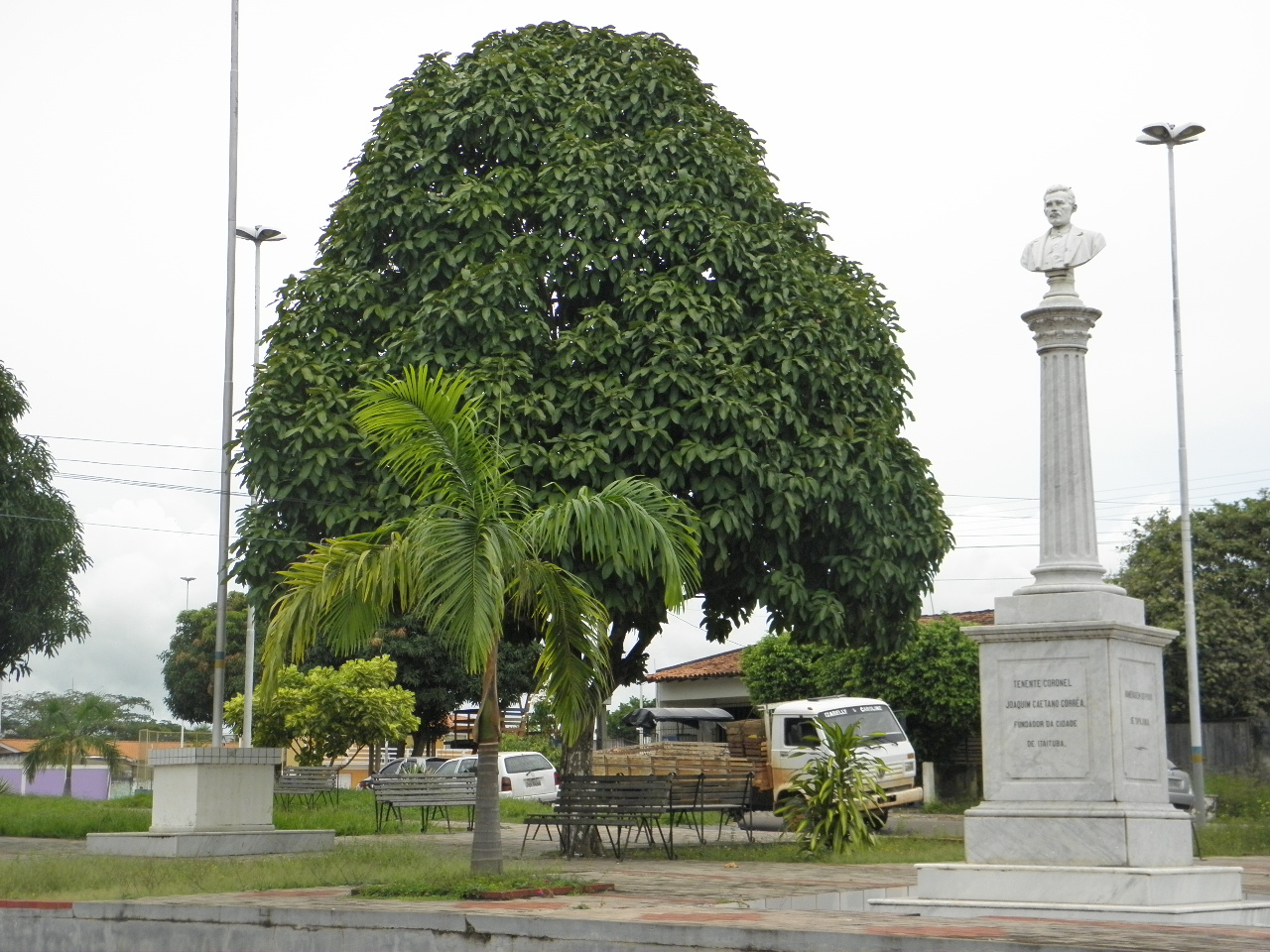

伊泰圖巴（葡萄牙語：Itaituba），是巴西的城鎮，位於該國北部，由帕拉州負責管轄，始建於1856年12月15日，面積62,041平方公里，海拔高度15米，2011年人口97,704，人口密度每平方公里1.57人。
4°16′33″S 55°59′2″W / 4.27583°S 55.98389°W